# NGC 170
NGC 170 è una piccola galassia lenticolare situata nella costellazione della Balena.

## Scoperta
NGC 170 è stata scoperta il 3 novembre 1863 dall'astronomo tedesco Albert Marth.